# Mumias
Mumias är en ort och kommun i distriktet Butere/Mumias i Västprovinsen i Kenya. Centralorten hade 38 960 invånare vid folkräkningen 2009, hela kommunen 116 358 invånare.